# Wappen der Provinz Segovia

Wappen der Provinz Segovia seit dem 22. Juli 1955

Das Wappen der Provinz Segovia wurde von den beiden Historikern Juan Vera y de la Torre und Luis Felipe de Peñalosa y Contreras erarbeitet und von der Abgeordnetenversammlung der Provinz am 30. Juni 1952 provisorisch angenommen. Nach der Berücksichtigung zweier kleiner Änderungsvorschläge seitens der Real Academia de Historia vom 3. Januar 1953 nahm das Plenum der Abgeordnetenversammlung der Pro-vinz das Wappen dann am 22. Juli 1955 endgültig an. Es erschien am 12. Juli 1965 als 43. Briefmarke in der Serie Escudos provinciales españoles.

## Beschreibung
In der Heraldik werden die Bezeichnungen rechts und links grundsätzlich aus der Sicht der Person verwen-det, die den Schild vor sich her tragen würde, also entgegengesetzt zur Sicht des Betrachters.
Der Schild ist quadriert mit einem Herzschild und repräsentiert die fünf Gerichtsbezirke der Provinz. Das 1. Feld zeigt auf rotem Grund ein goldenes, schwarz vermauertes Kastell mit blauen Fenster- und Toröff-nungen, beiderseits begleitet von jeweils einem silbernen Schlüssel, deren Bärte nach rechts oben weisen. Das Feld repräsentiert Sepúlveda. Im 2. Feld steht in Silber ein nach rechts weisender brauner Pferdekopf mit ebensolchem Zaumzeug und Kummet. Es steht für Cuéllar. Das 3. Feld ist Blau über blau-weißen Wellenbalken geteilt. Über die Wellenbalken sind zwei nach rechts schwimmende Forellen in natürlichen Farben gelegt. Dieses Feld repräsentiert Riaza. Das 4. Feld zeigt auf blauem Grund eine silberne Vase mit goldenen Henkeln, darin drei grüne Stängel mit weißen Blüten der Madonnenlilie (Lilium candidum). Es steht für Santa María la Real de Nieva. Der Herzschild zeigt auf blauem Grund einen zweistöckigen, silbernen, schwarz vermauerten Aquädukt, auf dessen oberem Stockwerk ein schwarzhaariger Menschenkopf steht. Der Herzschild steht für die Provinzhauptstadt Segovia. Auf dem Schild liegt die offene spanische Königskrone.

## Historische Herkunft der Wappenbestandteile
Das Kastell im roten Feld, das den Gerichtsbezirk Sepúlveda repräsentiert, stellt die bereits in der Römerzeit existierende Festung von Sepúlveda dar, die unter Graf Fernán González (931–970) ausgebaut wurde, und symbolisiert heraldisch die Zugehörigkeit zu Kastilien. Die zwei silbernen Schlüssel stehen stellvertretend für die sieben Schlüssel der sieben erhalten gebliebenen Stadttore.
Der Pferdekopf mit Zaumzeug und Kummet (spanisch cuello) erscheint seit dem 15. Jahrhundert im Stadtwappen von Cuéllar, das somit ein redendes Wappen darstellt. Für die Legende, das Wappen sei vom König von Kastilien dafür verliehen worden, dass die Bürger der Stadt versucht hätten, einen maurischen Feldherrn beim Einreiten in die belagerte Stadt dadurch zu töten, indem sie das Fallgitter herabfallen ließen, wobei Hals und Kopf seines Pferdes abgetrennt worden seien, gibt es keinen Beweis.
Das Wappen von Riaza ist ebenfalls redend, denn es zeigt den Río Aza, Namensgeber der Stadt, unter blauem Himmel und mit Forellen, wofür die Wasserläufe der Region bekannt sind.
Die Vase mit den Lilienstengeln ist ein altes Symbol der Verehrung der Jungfrau Maria. Sie steht in Verbindung mit dem Dominikanerkonvent Santa María de Nieva, der ab 1399 unter dem Patronat von Katharina von Lancaster, Königin von Kastilien und León, errichtet wurde.
Der Aquädukt im Herzschild ist der römische Aquädukt von Segovia, der zwischen 96 und 98 n. Chr. errichtet wurde. Der schwarzhaarige Frauenkopf bezeichnet Segovia als das Haupt der Extremadura castellana, Gebiete die im 11. und 12. Jahrhundert von den Mauren zurückerobert wurden und heute im Wesentlichen die Provinzen Ávila, Segovia, Soria und die Osthälfte der Provinz Cáceres bilden.